# David Brearley

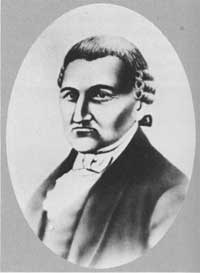
David Brearley

David Brearley (auch David Brearly; * 11. Juni 1745 in Trenton, Provinz New Jersey; † 16. August 1790 ebenda) war ein US-amerikanischer Jurist. Er war Delegierter auf der Philadelphia Convention und Unterzeichner der Verfassung der Vereinigten Staaten für den Staat New Jersey.

## Werdegang
Die Schreibweise des Nachnamens variiert zwischen Brearley und Brearly. Er wuchs während der britischen Kolonialzeit auf. Nach einem Jurastudium und seiner Zulassung als Rechtsanwalt begann er in diesem Beruf zu arbeiten. In den 1770er Jahren schloss er sich der Revolutionsbewegung an. Dabei wurde er von den Briten verhaftet und wegen Hochverrats angeklagt. Er konnte aber aus der Gefangenschaft entkommen. Im Jahr 1776 gehörte er der verfassungsgebenden Versammlung von New Jersey an. Dann trat er der Staatsmiliz bei und nahm am folgenden Unabhängigkeitskrieg teil. Dabei stieg er bis zum Oberstleutnant auf. Im Jahr 1779 wurde er zum Obersten Richter am New Jersey Supreme Court ernannt. Dieses Amt bekleidete er zehn Jahre lang.
1787 wurde er als einer der Vertreter seines Staates zu dem verfassungsgebenden Kongress der Vereinigten Staaten nach Philadelphia geschickt. Dort setzte er sich unter anderem für die Verankerung der Rechte der kleineren Staaten ein. Er gehörte auch dem Ausschuss an, der die Amtszeit und die Stellung des künftigen US-Präsidenten festlegte. Darüber hinaus war er noch Vorsitzender des Committee on Postponed Parts, das eine wichtige Rolle bei der Gestaltung des fertigen Verfassungstextes spielte. Im Jahr 1789 wurde Brearley zum Richter am Bundesbezirksgericht für den Distrikt von New Jersey ernannt. Dieses Amt bekleidete er bis zu seinem Tod am 16. August 1790.

## Ehrungen
Die David Brearley High School in Kenilworth wurde nach ihm benannt.